# Bariba (Volk)

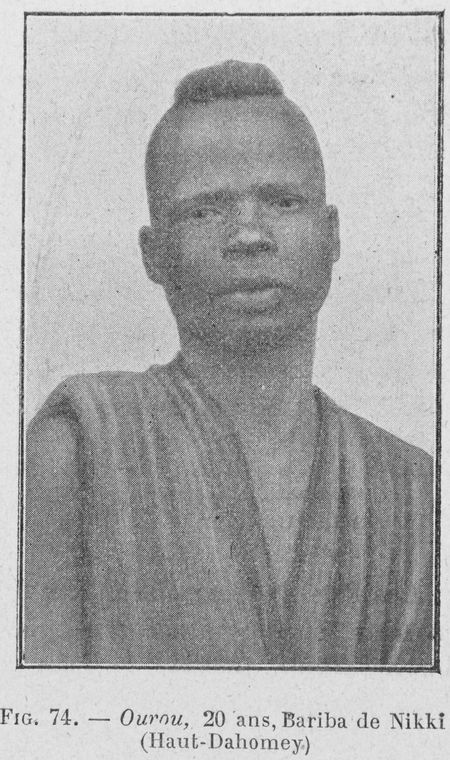
Ourou, ein 20-jähriger Bariba aus Nikki, 1920

Die Bariba (Eigenbezeichnung Baatonu, Plural Baatombu, auch Baruba, Bargu, Burgu, Berba, Barba, Bogung oder Bargawa genannt) sind das Hauptvolk des Departements Borgou in Benin und waren die Gründer des Königreiches Borgu, das sich im heutigen Nordost-Benin und Nordwest-Nigeria befand. Ihre Muttersprache ist das Bariba (Baatonúm).
Es gibt insgesamt eine Million Bariba, davon 80 % in Benin, wo sie die viertgrößte Volksgruppe und etwa ein Zehntel der Bevölkerung bilden. Die Bariba sind vor allem im Nordosten des Landes konzentriert, besonders um die Städte Nikki und Kandi. Nikki gilt als die Bariba-Hauptstadt. Sie wanderten ursprünglich aus dem Staat Kwara im heutigen Nigeria ein und waren sehr geschätzte Pferdezüchter und Jäger. Das wichtigste Festival ist das Gani-Fest, bei dem das Pferdereiten eine große Rolle spielt. Das Festival wird als integraler Teil der Bariba-Kultur betrachtet und in allen größeren Städten gefeiert. Ein kleinerer Teil der Bariba lebt immer noch in Nigeria.
Das Volk der Bariba hat einen wichtigen Platz in der Geschichte des Landes: Während des späten 19. Jahrhunderts hatten die Bariba bereits mehrere unabhängige Staaten gegründet und dominierten mit Königreichen in Städten wie Nikki und Kandi den Nordosten des Landes. Heutige Könige residieren in Kouandé (Banga), Kandi (Saka) und Nikki (Sarkin Nikki).
Die Bariba-Gesellschaft ist streng in Kasten organisiert. Ihr Herrschaftssystem besteht aus einer hochrangigen Amtsperson als Häuptling der Stadt sowie seinen untergeordneten Häuptlingen. Sozialer Status und Titel werden in der Familie weitergegeben, aber der Status der Person kann auch durch den Beruf weitergegeben werden. Abgrenzbare Kasten der Bariba sind die regierenden Adeligen und Krieger Wasangari, bürgerliche Baatombu, Sklaven verschiedener Herkunft, Dendi-Händler, Fulbe-Herdenhüter und andere Untergruppen.
Landwirtschaft ist die hauptsächliche Einnahmequelle der Bariba. Sie bauen überwiegend Mais, Sorghum, Reis, Baumwolle, Kassava (Tapioca), Yams, Bohnen, Palmöl und Erdnüsse an, andere züchten Geflügel und Vieh. Auch die Weberei spielt eine große Rolle, vor allem bei den Frauen.
Religion spielt eine wichtige Rolle bei den Bariba-Gruppen; die Meisten sind zum Islam übergetreten, während sie in der Vergangenheit – bis in die 1980er Jahre – überwiegend Anhänger ihrer traditionellen westafrikanischen Religion waren. Der Islam wurde von Dendi-Händlern eingeführt, die aus dem Norden kamen. Trotzdem wird ihre traditionelle Religion weiter praktiziert.